# Shape Up (jogo eletrônico)
Shape Up é um jogo fitness desenvolvido pela Ubisoft Montreal e publicado pela Ubisoft. Foi lançado exclusivamente para o Xbox One em novembro de 2014 como um título para o Kinect. Foi anunciado oficialmente pela Ubisoft na Electronic Entertainment Expo 2014.

## Jogabilidade
Shape Up combina métodos de exercícios com treinos inovadores. Por exemplo, os usuários podem socar asteroides, agachar-se para a lua ou levantar um elefante no supino. O jogo apresenta visuais de estilo arcade. O Kinect permite que os usuários projetem seus corpos na tela para acompanhar os treinos e as calorias queimadas. Um modo online permite que os usuários se exercitem com outras pessoas. Os usuários podem escolher entre sessões de treinamento de 90 segundos ou sessões de longo prazo de 4 semanas orientadas a objetivos.

## Recepção
Shape Up recebeu avaliações "mistas" de acordo com o site de agregação de avaliações Metacritic. Robin Parker do GodisaGeek.com elogiou seu estilo de arte vibrante, desempenho preciso do sensor Kinect. Ele também elogiou o jogo por tornar o fitness divertido, desafiador e interessante. Marcus Estrada, do Hardcore Gamer, criticou a dificuldade implacável do jogo, a falta de conteúdo e variedade de missões, ênfase exagerada na velocidade em vez de técnicas reais e dependência excessiva de conteúdo pago pós-lançamento. Ele também criticou o jogo por não lembrar os jogadores de problemas de posicionamento ou potenciais acidentes. Ele descreveu o jogo dizendo que "Shape Up é um conceito legal, mas uma experiência vazia que não tem o suficiente para manter os jogadores fisgados a longo prazo."

## Referência
1. ↑  «Ubisoft's 'Shape Up' Fitness Game Coming Exclusively On Kinect For Xbox One». MSPoweruser. Microsoft. 9 de junho de 2014. Consultado em 20 de março de 2023. Cópia arquivada em 20 de março de 2023
2. ↑  Ubisoft (14 de julho de 2014). «Shape Up -- E3 2014 UbiBlog Interview [North America]». YouTube. Google. Consultado em 20 de março de 2023. Cópia arquivada em 20 de março de 2023
3. ↑  Johnson, Beth (17 de junho de 2014). «E3 2014: Ubisoft show off Just Dance 2015, Valiant Hearts and Assassin's Creed Unity». Outcyders. Consultado em 20 de março de 2023. Cópia arquivada em 20 de março de 2023
4. ↑  Robertson, Andy (23 de junho de 2014). «Kinect Is Dead? Long Live Kinect!». Stuff magazine. Kelsey Media. Consultado em 20 de março de 2023. Cópia arquivada em 25 de junho de 2014
5. ↑  «UPDATED with video: Xbox One wants to help you Shape Up». FDL Reporter. Gannett Company. 17 de junho de 2014. Consultado em 20 de março de 2023. Cópia arquivada em 20 de março de 2023
6. ↑  «Shape Up review». GamesTM (156). Future plc. Dezembro de 2014. p. 121. Consultado em 20 de março de 2023. Cópia arquivada em 21 de janeiro de 2015
7. 1 2  Estrada, Marcus (19 de dezembro de 2014). «Review: Shape Up». Hardcore Gamer. Consultado em 20 de março de 2023
8. ↑  Lespol (19 de dezembro de 2014). «Test: Shape Up : Ubi se lance avec succès dans le jeu de fitness». Jeuxvideo.com (em francês). Webedia. Consultado em 20 de março de 2023. Cópia arquivada em 20 de março de 2023
9. ↑  «Review: Shape Up». Official Xbox Magazine UK. Future plc. Fevereiro de 2015. p. 79
10. 1 2  «Shape Up for Xbox One Reviews». Metacritic. Fandom. Consultado em 20 de março de 2023. Cópia arquivada em 20 de março de 2023
11. ↑  Parker, Robin (27 de novembro de 2014). «Shape Up Review». GodisaGeek.com. Consultado em 24 de dezembro de 2014. Cópia arquivada em 9 de dezembro de 2014